# Epicypta longiseta
Epicypta longiseta är en tvåvingeart som beskrevs av Edwards 1931. Epicypta longiseta ingår i släktet Epicypta och familjen svampmyggor. Inga underarter finns listade i Catalogue of Life.